# Exmouth, Western Australia

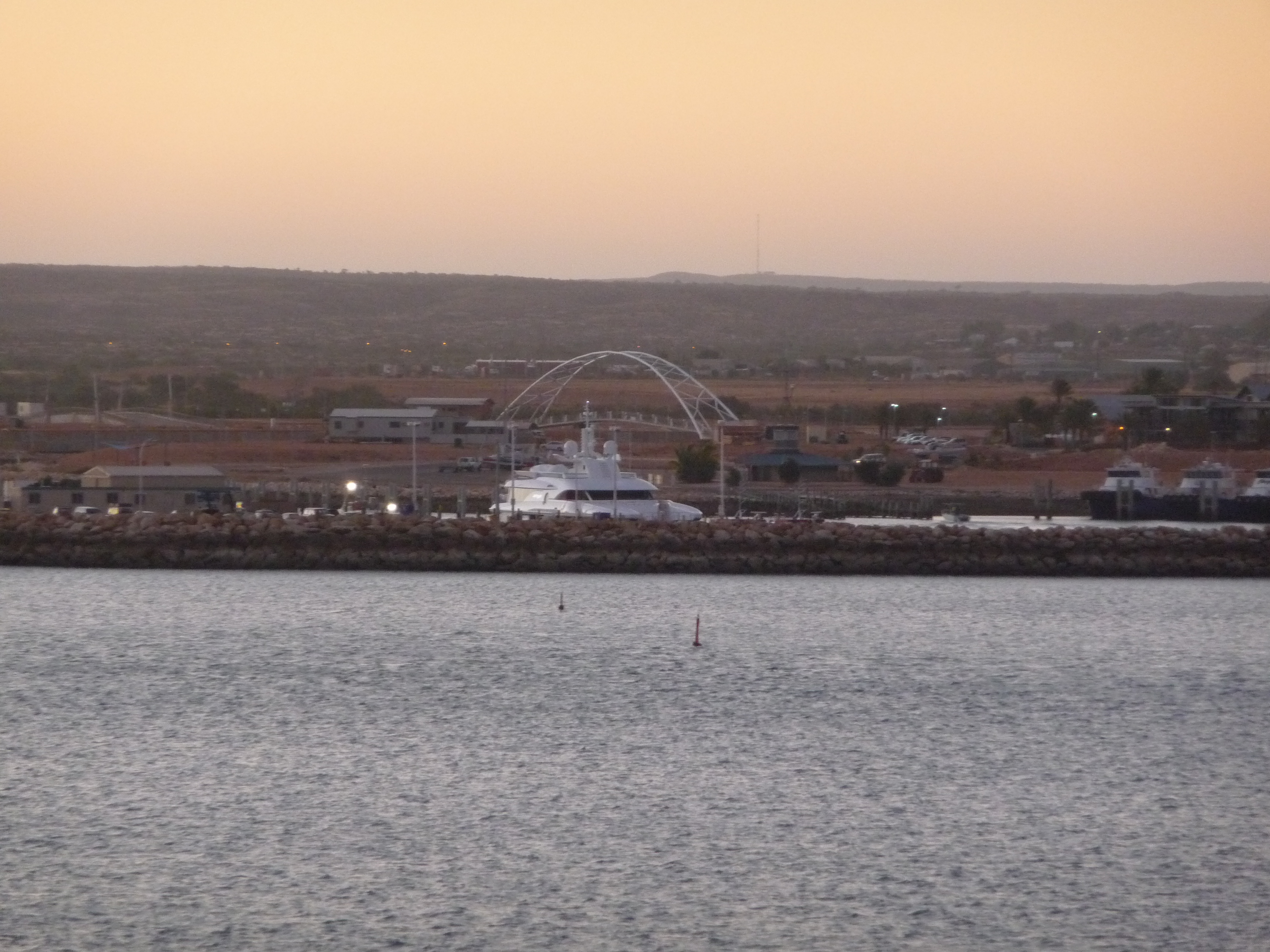
Exmouths hamn.

Exmouth är en stad i nordvästra Western Australia, i regionen Gascoyne. Staden ligger 1,270 kilometer norr om huvudstaden Perth och 3,366 kilometer sydväst om Darwin.